# مایکل مایر (بازیکن فوتبال)
مایکل مایر (انگلیسی: Michael Mayer؛ زادهٔ ۱۷ اکتبر ۱۹۷۰) بازیکن فوتبال اهل آلمان است.
از باشگاه‌هایی که در آن بازی کرده‌است می‌توان به باشگاه فوتبال اشتوتگارت اشاره کرد.